# Ivan Medek

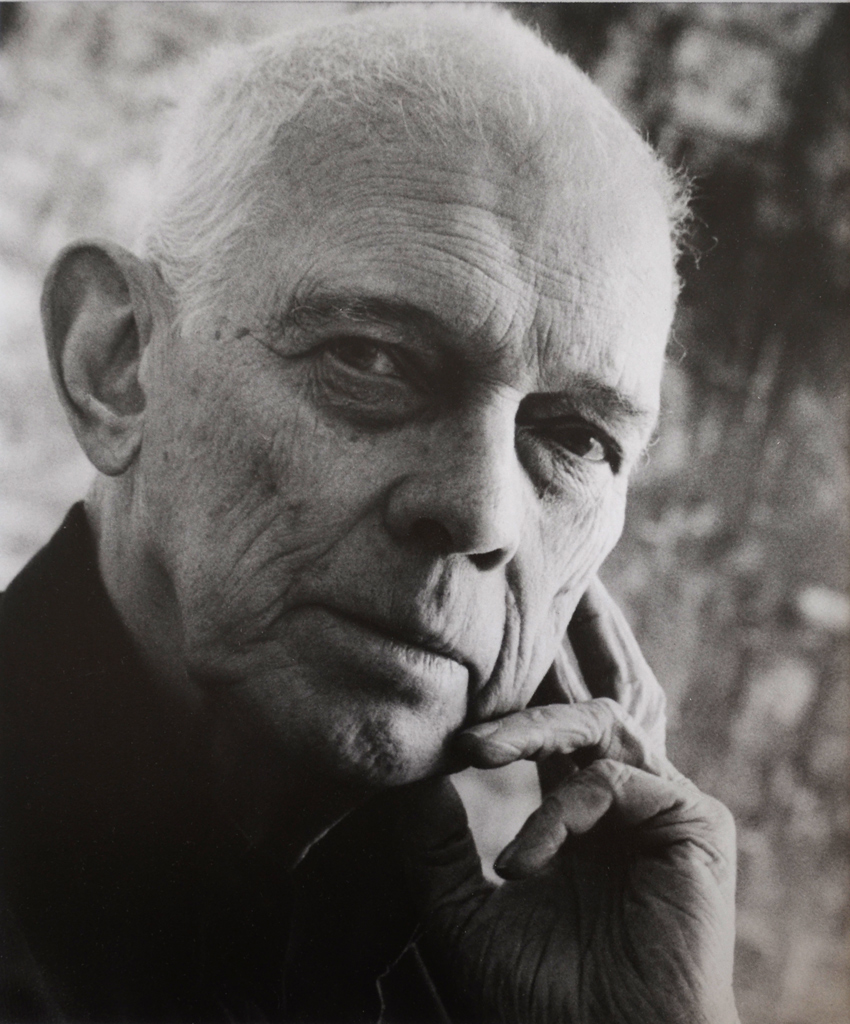
Ivan Medek

Ivan Medek (Praag, 13 juli 1925 - aldaar, 6 januari 2010) was een Tsjechisch muziekcriticus, radiofiguur en journalist. 
Medek begon zijn carrière als criticus van klassieke muziek en journalist. Hij werkte als musicus voor de Tsjechische Philharmonie, maar werd ontslagen wegens zijn steun aan de oppositie.
Medek was een der oorspronkelijke ondertekenaars van Charta 77. Hij werd wegens zijn deelname aan Charta 77 verplicht om Tsjecho-Slowakije te verlaten en ging naar het naburige Oostenrijk, waar hij actief werd bij Voice of America. Medek keerde in 1989 terug naar Tsjecho-Slowakije tijdens de Fluwelen Revolutie en hoofd van de kanselarij van de eerste Tsjechische president Václav Havel.
- Bibliothèque nationale de France: cb16395569x (data)
- Gemeinsame Normdatei: 13057774X
- International Standard Name Identifier: 0000 0000 7374 1599
- Library of Congress Control Number: nr2003002369
- Nationale Bibliotheek van Tsjechië: jk01081023
- Nederlandse Thesaurus van Auteursnamen: 298558394
- Virtual International Authority File: 44239735
- WorldCat: E39PBJdx7mQjbrtDqJ8CttmWXd